# David Martín Velasco

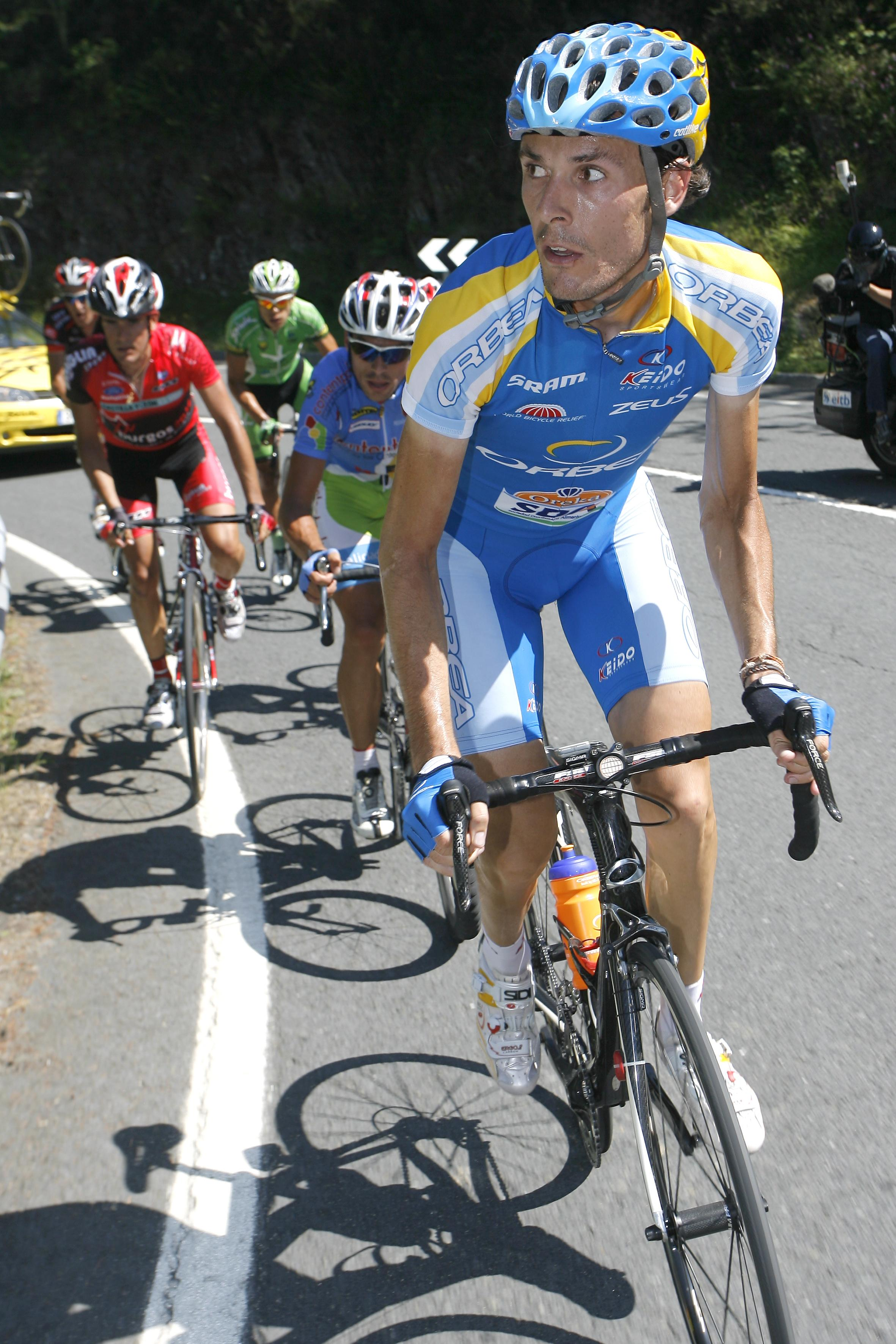

David Martín Velasco fue un ciclista profesional español. Nació en Torrelaguna (Comunidad de Madrid) el 8 de noviembre de 1983. Debutó como profesional el año 2007, de la mano del equipo español Orbea, pasando en 2009 al estadounidense Rock Racing.
Es el hermano menor del malogrado ciclista profesional Antonio Martín Velasco, fallecido mientras entrenaba en 1994.

## Palmarés
2000
- 1.º en Campeonato Nacional, Ruta, Contrarreloj Individual, Juniores, España, España

2001
- 3.º en Campeonato Nacional, Ruta, Contrarreloj Individual, Juniores, España

2006
- 4.º en Subida a Urraki, (Azpeitia), Azpeitia (País Vasco)
- 1.º en Clasificación General Final Bizkaiko Bira

2008
- 5.º en Clasificación General Final Vuelta a Portugal
- 10.º Clásica de los Puertos.
- 14.º Subida a Urkiola.

2009
- 20.º GP Paul Borremans.

## Equipos
- Orbea (2007-2008)
- Rock Racing (2009)